# Banca Monte dei Paschi di Siena
Banca Monte dei Paschi di Siena S.p.A. (BMPS) és el banc actiu més vell del món i el tercer banc italià mes gran a nivell comercial i per actius, segons la recerca de Ricerche e Studi, amb dades del 2014. Tanmateix, la fusió proposada de Banco Popolare i Banca Popolare di Milano faria la Banca MPS la tercera fusió més gran, ambdós al voltant 170 € bilions en actius totals (el 31 de desembre de 2015).
Fundat el 1472 pels magistrats de l'estat de ciutat de Siena, Itàlia, com a "Mont de pietat", ha estat operant des de llavors. El 1995 el banc, llavors conegut com a «Monte dei Paschi di Siena», va ser transformat d'empresa estatutària a societat limitada anomedada Banca Monte dei Paschi di Siena (Banca MPS). La Fondazione Monte dei Paschi di Siena va ser creada per continuar les funcions benèfiques del banc i per ser, fins al rescat de 2013, el seu accionista més gran. En 2015 la banca MPS tenia aproximadament 2.100 oficines, 26.000 empleats i 5,3 milions de clients a Itàlia, així com oficines i activitat a l'estranger. La seva filial, MPS Serveis Capitals, gestiona banca corporativa i d'inversió.